# Крючок (застёжка)
Крючок (застёжка) — застёжка главным образом на одежде, предназначенная для соединения её частей. Состоит из металлических крючка и петельки. Крючок на одной части одежды цепляется за петельку, находящуюся на другой части, и тем самым осуществляется застёгивание.
Появился впервые в Англии в 14 веке. Широко используются в качестве застежки бюстгальтеров, корсетов, боди, топов.
Застежки-крючки на текстильной основе имеют несколько рядов крючков для застегивания, что позволяет регулировать длину лямки бюстгальтера или ширину корсажного изделия. Это — удобные в производстве готовые элементы, который достаточно просто вшить что сэкономит время и силы.